# Super Bowl LIII
Super Bowl LIII a fost meciul de fotbal american care a decis campioana sezonului 2018 al National Football League (NFL). Jocul s-a desfășurat pe 3 februarie 2019 pe Mercedes-Benz Stadium în Atlanta, Georgia. A fost cel de-al treilea Super Bowl găzduit de Atlanta, după Super Bowl XXVIII din 1994 și Super Bowl XXXIV din 2000.
Finala s-a disputat între campioana NFC, Los Angeles Rams și campioana AFC, New England Patriots. New England Patriots a câștigat meciul cu 13-3, obținând cel de-al șaselea titlu din istorie, al treilea în ultimii cinci ani. 

## Istoric
La 19 mai 2015, liga a anunțat cele patru stadioane finaliste care vor concura pentru a găzdui Super Bowl LIII în 2019, LIV în 2020 și LV în 2021. Proprietarii NFL au votat la 24 mai 2016, cu prima rundă de vot stabilind gazda pentru Super Bowl LIII, a doua rundă hotărând gazda pentru Super Bowl LIV, iar a treia rundă hotărând gazda pentru Super Bowl LV. Cele patru finaliste pentru Super Bowl LIII, toate din sud-estul Statelor Unite, au fost:
- Mercedes-Benz Stadium, Atlanta, Georgia: acesta va fi primul Super Bowl jucat pe Mercedes-Benz Stadium după deschiderea care a avut loc în 2017. Orașul a găzduit anterior două Super Bowl pe Georgia Dome, ultimul meci fiind Super Bowl XXXIV în 2000 .
- Hard Rock Stadium, Miami Gardens, Florida: Florida de Sud a găzduit anterior 10 finale, ultimul fiind Super Bowl XLIV în 2010.
- Mercedes-Benz Superdome din New Orleans, Louisiana. Superdome a găzduit anterior Super Bowl în șapte ocazii, cel mai recent fiind Super Bowl XLVII în 2013 (New Orleans a găzduit Super Bowl de zece ori în total).
- Raymond James Stadium, Tampa, Florida: Tampa a găzduit patru Super Bowls, ultimul fiind Super Bowl XLIII în 2009.

După trei runde de votat, Atlanta a primit Super Bowl LIII la întâlnirea proprietarilor NFL din 24 mai 2016. Miami a câștigat în cele din urmă drepturile de a găzdui Super Bowl LIV, iar Los Angeles Stadium din Hollywood Park din Inglewood, California a câștigat drepturile de a găzdui Super Bowl LV. Cu toate acestea, pe 23 mai 2017, proprietarii NFL au optat pentru atribuirea Super Bowl LV către Tampa și Super Bowl LVI către Los Angeles după ce s-a anunțat că Los Angeles Stadium din Hollywood Park va fi deschis în 2020 din cauza întârzierilor în construcție. New Orleans a primit Super Bowl LVIII.

## Listă de referințe
1. ↑  Wagner-McGough, Sean (19 mai 2015). „Finalists for 2019, 2020 Super Bowls: Atlanta, Miami, New Orleans, Tampa”. CBS Sports. Accesat în 21 mai 2015.
2. ↑  Triplett, Mike (19 mai 2015). „Atlanta, Miami, New Orleans, Tampa eye 2019, 2020 Super Bowls”. ESPN. Accesat în 21 mai 2015.
3. ↑  Rosenthal, Gregg. „Atlanta, South Florida, L.A. chosen to host Super Bowls”. NFL.com. Accesat în 24 mai 2016.
4. ↑  NFL awards future Super Bowls to Atlanta, South Florida and Los Angeles, CBS Sports